# Doctrina Betancourt

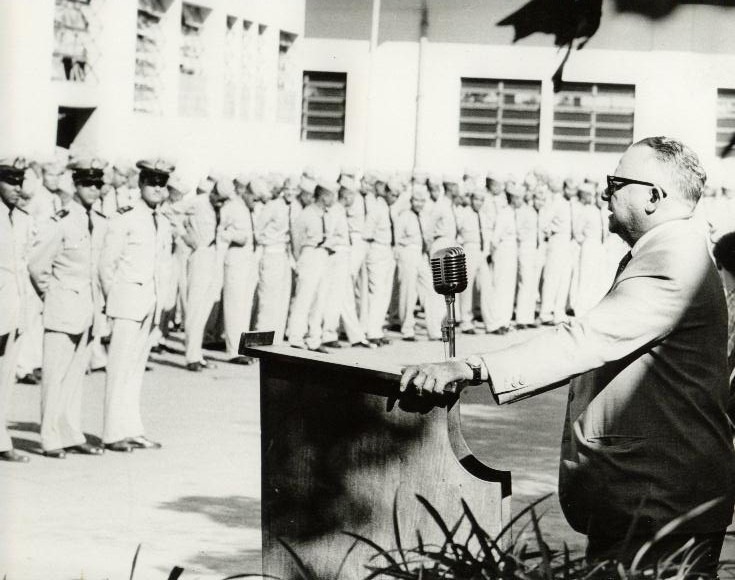
Rómulo Betancourt durante un discurso ante un grupo de oficiales.

La Doctrina Betancourt es una doctrina de política exterior promovida por el presidente de Venezuela Rómulo Betancourt que establece la ruptura de relaciones diplomáticas con gobiernos sin origen democrático y dictatoriales.

## Historia
Al juramentarse en su cargo frente al Congreso Nacional en el Palacio Federal Legislativo, Betancourt dejó clara su perspectiva política y proclamó lo que hoy se conoce como la Doctrina Betancourt, denominación que él mismo redactó, con las siguientes palabras:

Solicitaremos cooperación de otros Gobiernos democráticos de América para pedir, unidos, que la Organización de Estados Americanos excluya de su seno a los Gobiernos dictatoriales porque no sólo afrentan la dignidad de América, sino también porque el Artículo 1 de la Carta de Bogotá, acta constitutiva de la OEA establece que sólo pueden formar parte de este organismo los Gobiernos de origen respetable nacidos de la expresión popular, a través de la única fuente legítima de poder que son las elecciones libremente realizadas. Regímenes que no respeten los derechos humanos, que conculquen las libertades de sus ciudadanos y los tiranice con respaldo de las políticas totalitarias, deben ser sometidos a riguroso cordón sanitario y erradicados mediante la acción pacífica colectiva de la comunidad jurídica internacional.
Rómulo Betancourt

Esta proclama se entiende como un instrumento de protección a los regímenes democráticos, resultado de la elección libre del pueblo. Rechaza el reconocimiento de gobiernos no democráticos o ilegítimos, que tiene su significado en la ruptura de relaciones diplomáticas con aquellos países dictatoriales y proclama la alianza con aquellos que practiquen una política democrática en sus pueblos.
Rómulo Betancourt redacto la Declaración Democrática de Caracas, firmada por varios altos cargos latinoamericanos, en la que exigia la expulsión de la Organización de los Estados Americanos de los regímenes dictatoriales. Suscribieron la declaración dirigentes políticos y representantes gremiales y sindicales latinoamericanos como Eduardo Frei Montalva y Salvador Allende de Chile, José Figueres Ferrer de Costa Rica y Raúl Roa de Cuba. Esta proclama fue apoyada por el ministro de relaciones exteriores de Cuba Roberto Agramonte declarando que su país estaba dispuesto a abandonar la OEA si Paraguay, Nicaragua y República Dominicana seguían en ella, aunque rápidamente echó para atrás dichas declaraciones.
Bajo la acción de la Doctrina Betancourt, Venezuela mantuvo buenas relaciones con los Gobiernos democráticos, especialmente con el gobierno de John F. Kennedy en Estados Unidos, Luis Muñoz Marín en Puerto Rico, Manuel Ávila Camacho y Adolfo López Mateos en México y Alberto Lleras Camargo en Colombia. A su vez, cortó relaciones diplomáticas con los gobiernos de España, Cuba, República Dominicana, Argentina, Perú, Ecuador, Guatemala, Honduras y Haití.

## Fin de la doctrina
Durante el primer gobierno de Rafael Caldera se cesó la doctrina Betancourt retomando relaciones con todos los países latinoamericanos incluyendo a las dictaduras y los gobiernos de facto.

## En Panamá
El 4 de septiembre de 1990, el presidente de la República de Panamá, Guillermo Endara, junto con su ministro de Relaciones Exteriores, Julio Linares, emitieron el Decreto Número 364 en homenaje al expresidente venezolano Rómulo Betancourt. Este decreto establece "reglas claras para no reconocer gobiernos que surjan de golpes de Estado o fraudes electorales".
El lunes 29 de julio de 2024, el presidente panameño José Raúl Mulino, anunció que suspenderá las relaciones diplomáticas con Venezuela, hasta que se realice una revisión completa de las actas de escrutinio y el sistema informativo, que permita conocer los resultados transparentes de las elecciones presidenciales de Venezuela de 2024. El mandatario explicó que, se aplica la doctrina Betancourt, elaborada a principios de 1990 por el expresidente Guillermo Endara.